# Thierry Toutain
Thierry Toutain (14 febbraio 1962) è un ex marciatore francese.

## Palmarès
| Anno | Manifestazione           | Sede       | Evento       | Risultato | Prestazione | Note |
| ---- | ------------------------ | ---------- | ------------ | --------- | ----------- | ---- |
| 1988 | Giochi olimpici          | Seul       | Marcia 20 km | 18º       | 1h22'45"    |      |
| 1989 | Giochi della Francofonia | Casablanca | Marcia 20 km | Bronzo    | 1h35'08"    |      |
| 1990 | Europei                  | Spalato    | Marcia 20 km | Bronzo    | 1h23'22"    |      |
| 1994 | Europei                  | Helsinki   | Marcia 50 km | Argento   | 3h43'52"    |      |

## Altre competizioni internazionali
1991
- Bronzo in Coppa del mondo di marcia ( San Jose), marcia 20 km - 1h20'56"